# Roger Wehrli
Roger Wehrli, né le 18 mars 1956, est un joueur de football suisse, devenu entraîneur.
Il évolue habituellement comme défenseur.

## Biographie

### En club
Roger Wehrli joue successivement dans les équipes suivantes : FC Baden, FC Winterthour, Grasshopper Zurich, FC Lucerne et FC Aarau.
Il est entraîneur-joueur du FC Aarau en 1990-1991.

### En sélection
Il compte 68 sélections en équipe nationale. 